# Ім'я рози
Ім'я́ ро́зи, або Ім'я́ троя́нди (італ. Il nome della rosa) — перший роман італійського письменника Умберто Еко, виданий 1980 року. Твір відразу приніс авторові гучну славу і визнаний magnum opus його творчості.
Жанр твору можна схарактеризувати як історичний детектив, але водночас у ньому порушуються важливі проблеми епохи XIV століття, такі як погляд людини на релігію та науку. Українською роман переклала Мар'яна Прокопович.

## Етимологія
Заголовок роману абстрактний і відсилає до другорядної сцени зустрічі оповідача (Адсона) із селянкою-повією, яка зваблює його своєю красою. Жінку Адсон порівнює з квіткою, але ім'я її залишається для нього назавжди невідомим. Виходячи з цього, точний переклад назви роману слід розуміти саме як «Ім'я троянди». Втім, на українському ринку цей твір з'явився вже після виходу книги (1989) і фільму в російському перекладі, тому за аналогією був обраний варіант «Ім'я рози» (від рос. роза — «троянда»). Ця назва неточна, оскільки створює хибну асоціацію з жіночим ім'ям Роза, яка насправді не стосується героїні роману.
Сучасний заголовок роману був не єдиним авторським варіантом. Як зазначає Умберто Еко, спочатку він хотів назвати роман «Абатство злочинів», але відмовився від нього з огляду на те, що така назва налаштовувала читача на суто детективне сприйняття сюжету, тобто приховувала філософські пласти змісту. Другим авторським варіантом була назва «Адсон з Мелька», в якій відбито ім'я головного героя, оповідача історії. Сам письменник вважав її найбільш точною і нейтральною, але був змушений відмовитись і від цієї версії, оскільки італійські видавництва не люблять творів під власними іменами. Третій і остаточний авторський варіант — «Ім'я троянди» — виник випадково і був обраний автором саме тому, що мав аж надто багато символічних тлумачень, тобто був цілком абстрактним. Цей вибір був сприйнятий читачами неоднозначно, оскільки вони не розуміли, чому в заголовок було винесено настільки другорядну деталь сюжету. Тим більше, що автор підкреслив свій вибір заключним реченням роману — «Stat rosa pristina nomine, nomina nuda tenemus». Умберто Еко пояснює, що взяв означену цитату з поеми «De contemptu mundi» бенедиктинського ченця XII століття Бернарда Морландського. В ній середньовічний поет висловлює думку, що від речей, які зникли, залишаються лише порожні імена. Саме це хотів передати у своєму детективно-історичному творі й Умберто Еко.

## Історія
У 1950—1970-х роках Умберто Еко працював як медієвіст і теоретик літератури. Він видав декілька наукових праць, присвячених питанням середньовічної культури і письменницької творчості. Як зазначає автор у післямові до роману, задум описати вбивство у монастирі з'явився у нього ще в 1975 році. Роботу над твором він розпочав у березні 1978-го. Написавши передмову, письменник на рік припинив роботу над текстом для того, щоб ретельніше змалювати історичне тло («створити космологічну структуру»). На цьому етапі в нього виникали труднощі. Наприклад, на створення схеми лабіринту автор витратив два чи три місяці, простудіювавши монографію Сантаркаджелі. Друзі Умберто Еко з видавництва пропонували йому скоротити перші сто сторінок роману. Але автор відмовився на тій підставі, що трохи розтягнутий вступ потрібен аби читач «увійшов в ритм» твору. «Якщо це йому не до снаги — значить, йому не до снаги прочитати мою книгу» — висловлювався з цього приводу письменник.

Перший наклад книги «Ім'я троянди» вийшов у 1980 році. Публіка схвально відгукнулась на це видання. Умберто Еко вдалося влучно поєднати жанр історичного роману, детективну інтригу, які привернули увагу масового читача, з легкою іронією та літературними асоціаціями, які були до вподоби інтелектуальним колам. У своїй рецензії Ентоні Берджес писав: 
|  | Люди читають Артура Гейлі, щоби дізнатись як живе аеропорт. Якщо ви прочитаєте цю книгу, у вас не залишиться найменших неясностей щодо того, як функціонував монастир у XIV столітті |

 Дебютний роман Умберто Еко стрімко захопив книжкові ринки Західної Європи, Туреччини, Японії та Північної Америки. В Італії, за результатами національного опитування, «Ім'я троянди» трималась на першому місці в «гарячій двадцятці тижня» протягом дев'яти років. Під впливом роману навіть спостерігали збільшення числа абітурієнтів, що записувались на відділення медієвістики в італійських університетах. 1986 року за романом «Ім'я троянди» режисером Жаном-Жаком Ано був знятий однойменний фільм з Шоном Коннері у головній ролі.

## Сюжет
Юний послушник Адсон з Мелька супроводжує свого вчителя, монаха Вільгельма Баскервільського, який наприкінці 1327 року прибув до італійського монастиря на зустріч між представниками папи Івана XXII і опозиційно налаштованими францисканцями. Перед брамою монастиря Вільгельм демонструє неймовірну спостережливість, завдяки якій розгадує «загадку» збіглого коня. Вражений такими дедуктивними здібностями посланця абат просить Вільгельма знайти імовірного убивцю брата Адельма, який напередодні загинув під мурами бібліотеки. Вільгельм з Адсоном опитують ченців і дізнаються, що монастирська бібліотека — закритий архів, доступ до якого мають лише старий сліпець Хорхе і бібліотекар Малахія.
Малахія виглядає суворим, Хорхе — фанатичним (він категорично засуджує сміх), але вони не єдині місцеві диваки. У монастирі є й інші підозріливі ченці: Беренгар, який виявився содомітом, травник Северин, що добре знається на отрутах, потворний Сальватор, який здається юродивим, але знає більше, ніж говорить. Вночі гине юний колега Адельма — Венанцій — якого знаходять утопленим у діжці зі свинячою кров'ю. На столі у Венанція Вільгельм бачить давньогрецьку книгу, але не встигає її роздивитись. Наступної ночі він та Адсон проникають до бібліотеки, в якій у них з-під носа хтось цупить той самий таємничий фоліант. «Детективи» виявляють у бібліотеці загадковий лабіринт, вихід з якого вони знаходять лише випадково.
Наступної ночі Адсон виявляє в монастирській кухні сторонню особу — дівчину-селянку, яка пропонує йому себе. Він спокушається її вродою, але невдовзі сповідується учителю в гріхах. Разом вони з'ясовують, що юна повія навідується до монастиря не вперше: потворний Сальватор у такий спосіб «прислуговує» брату келарю. Невдовзі знаходять ще один труп. Це Беренгар, який утопився у ванні, але перед цим явно спробував якоїсь отрути.
Тим часом до монастиря прибувають посланці папи і францисканці-перемовники. Тієї ж ночі папський інквізитор Бернард Гі ловить дурника Сальватора за спробою домогтися любові селянки за допомогою магії (дівчина теж присутня). Обох ув'язнюють. Вдень відбуваються ще дві важливі події — криваве убивство травника Северина і диспут між папськими посланцями і францисканцями. Оскільки диспут стосується єретичних питань, інквізитор несподівано підкріплює позицію свого патрона… келарем монастиря. Як з'ясувалось, він колишній сектант, а про його темне минуле розповів не хто інший як закатований Сальватор. Келаря перетворюють на цапа-відбувайла і приписують йому усі скоєні убивства.
Однак під час нічної служби на очах у братії помирає бібліотекар Малахія. Вільгельм і Адсон остаточно переконуються, що ключем до розгадки усіх злочинів є книга. Після смерті Малахії в монастирі лишається тільки одна людина, яка могла бачити її на власні очі — абат. Вільгельм з Адсоном проникають у лабіринт бібліотеки, в якому виявляють замурованого абата і сліпого Хорхе. Старець пояснює, що всі злочини скоїв задля збереження «недозволеного» вмісту книги — другої частини «Поетики» Аристотеля, в якій давньогрецький філософ пропагує сміх. Хорхе накладає на себе руки, але під час переслідування старця в темних коридорах лабіринту виникає пожежа, яка і знищує увесь монастир.

## Аналіз твору

### Структура
Роман є втіленням теоретичних ідей Умберто Еко про постмодерністські твори. Він включає кілька смислових пластів, доступних для різної читацької аудиторії. Для відносно широкої аудиторії «Ім'я троянди» — складно побудований детектив в історичних декораціях, для вужчої — історичний роман з безліччю унікальних відомостей про епоху і частково декоративним детективним сюжетом, для ще більш вузької — філософсько-культурологічний роздум про відмінність середньовічного світогляду від сучасного, про природу і призначення літератури, її відносини з релігією, про місце того й іншого в історії людства та про інші подібні проблеми.
Як зазначає Умберто Еко, він не писав на догоду пересічному читачеві й не намагався підлаштовуватись під кон'юнктуру книжкового ринку. Навпаки, роман «Ім'я троянди» містить лише одну ознаку класичного детективу — заплутану історію жорстоких убивств. Натомість письменник проігнорував такі традиційні способи популяризації творів як включення до сюжету сексуальних сцен, арготизмів, динамічну зміну дій, прості за будовою стислі діалоги. Замість них він наситив твір філософськими відступами, короткими екскурсами в історію єретичних сект середньовіччя, численними латинськими цитатами і специфічним стилем мовлення оповідача, характерним саме для середньовічної літератури. Все це надало роману автентичної атмосфери, створило у читача ілюзію занурення в давно минулі події.
Коло алюзій, які містяться в романі, суто широке і ранжоване від загальнодоступних до зрозумілих лише фахівцям. Головний герой книги Вільгельм Баскервільський, з одного боку, деякими своїми рисами схожий на Вільяма Оккама, дечим на Ансельма Кентерберійського, з іншого — явно відсилає до Шерлока Холмса (користується його дедуктивним методом, прозваний за назвою одного з найвідоміших текстів холмсіани, крім того, очевидна паралель між супутниками — Адсон і Ватсон). Його головний супротивник — сліпий монастирський бібліотекар Хорхе — складно влаштована пародія на образ класика постмодерністської літератури Хорхе Луїса Борхеса, який був директором національної бібліотеки Аргентини, а до старості осліп (крім того, Борхесу належить дивовижний образ цивілізації як «вавилонської бібліотеки», з якої, можливо, і виріс весь роман Умберто Еко).

### Наратив
Умберто Еко писав «Ім'я троянди» з подвійною метою: розважити читача, який шукатиме тільки детективного змісту, і познайомити інтелектуального споживача з середньовічною історією, тому зробив оповідь багатогранною. З одного боку це таємниця загадкових убивств, з іншого — заплутана історія релігійних відносин в середині католицької церкви, де читач має сам відшукати на чийому боці правда. Така задача вимагала від письменника певної відстороненості, щоби висловлені ним думки не виглядали як особиста позиція автора. Задля цього Умберто Еко обрав декількох оповідачів. По-перше, це сам автор, який знайшов рукопис і хоче познайомити читача з його вмістом, по-друге, абат Валле і Мабійон — невідомі видавці, які долучилися до перекладу рукопису, по-третє, Адсон — автор оригіналу. Причому 80-річний Адсон оповідає історію, яка сталася з ним у віці 18 років, тобто дивиться на події очима старого і юнака. Отже, читач опиняється в позиції, коли оповідь включає в себе почуття, думки і оцінки відразу декількох осіб.

### Символізм
Умберто Еко як семіотик (знавець знаків) наситив свій роман багатьма символами. По-перше, це стосується вибору назви, який автор зупинив на одному з давніх, широковживаних і багатозначних символів — троянді. Саме варіативність тлумачення цього знаку він обрав як засіб спонукати читача до власної розшифровки фабули твору. По-друге, письменник широко використовує в романі описи книжкових ілюстрацій, церковних прикрас, з якими стикаються головні герої під час розслідування убивств, а також численні біблійні цитати, на яких побудовано шифр бібліотечного лабіринту. Всі ці елементи створюють у читача відчуття прихованого змісту, який криється за другорядними деталями місця подій і обставин злочинів. Те, що головний герой твору є алюзією на Шерлока Холмса, також спонукає читача вдатися до холмсівського дедуктивного методу і шукати розгадки убивств саме в цих деталях. Автор спочатку підкріплює ці читацькі намагання припущенням Вільгельма Баскервільського про те, що убивства здійснюються за книгою Апокаліпсиса (спосіб умертвлення жертв відповідає сімом ангельським карам), але зрештою іронізує над читацькою авдиторією, показуючи, що ці обставини є рядом збігів.

## Екранізація
- Ім'я рози (1986) — режисер Жан-Жак Анно.